# Marcel Proust
Valentin Louis Georges Eugène Marcel Proust [maʁsɛl pʁust], född 10 juli 1871 i Auteuil nära Paris, död 18 november 1922 i Paris, var en fransk författare. Han var son till en läkare och hade judiskt påbrå. Från 1905 levde han ett isolerat liv, i princip helt avskärmad från omvärlden. 
Proust författade romansviten På spaning efter den tid som flytt om sju delar på närmare tretusen sidor, vilka publicerades under åren 1913 till 1927. Romanen, som är Prousts livsverk, skildrar det utgående 1800-talets och sekelskiftets (La belle époque) franska societetsliv. Verket innehåller därtill en djupstudie av bokens berättare, i vilken Proust – närmast med ett psykoanalytiskt förhållningssätt – analyserar sitt eget själsliv.
Prousts arbeten brändes 1933 i universitetsstädernas bokbål i Nazityskland.

## Biografi

### Barndom
Marcel Proust föddes den 10 juli 1871 i Auteuil, två månader efter att frankfurtfreden formellt avslutade fransk-tyska kriget. Han föddes i sin morfars bror Louis Weils hus, på rue La Fontaine 96. Hans mor, Jeanne Weil, dotter till en affärsman från en släkt av konverterade judar från Alsace, förde med sig en rik och utvecklad kultur, och visade sonen en ibland översvallande tillgivenhet. Hans far, Adrien Proust, son till en köpman i Illiers (i Eure-et-Loir), var professor på medicinska fakulteten i Paris; efter att först ha påbörjat studier på prästseminarium hade han blivit Frankrikes första stora hygienist och rådgivare åt regeringen i kampen mot epidemierna. Marcel döptes i Saint-Louis-d'Antin-kyrkan i Paris. Men vid denna tid  härjades Paris av de våldsamheter som omgav undertryckandet av kommunen. En kväll i maj då Adrien Proust kom hem, träffades han av en kula i benet, vilket försatte Jeanne i svår chock. 

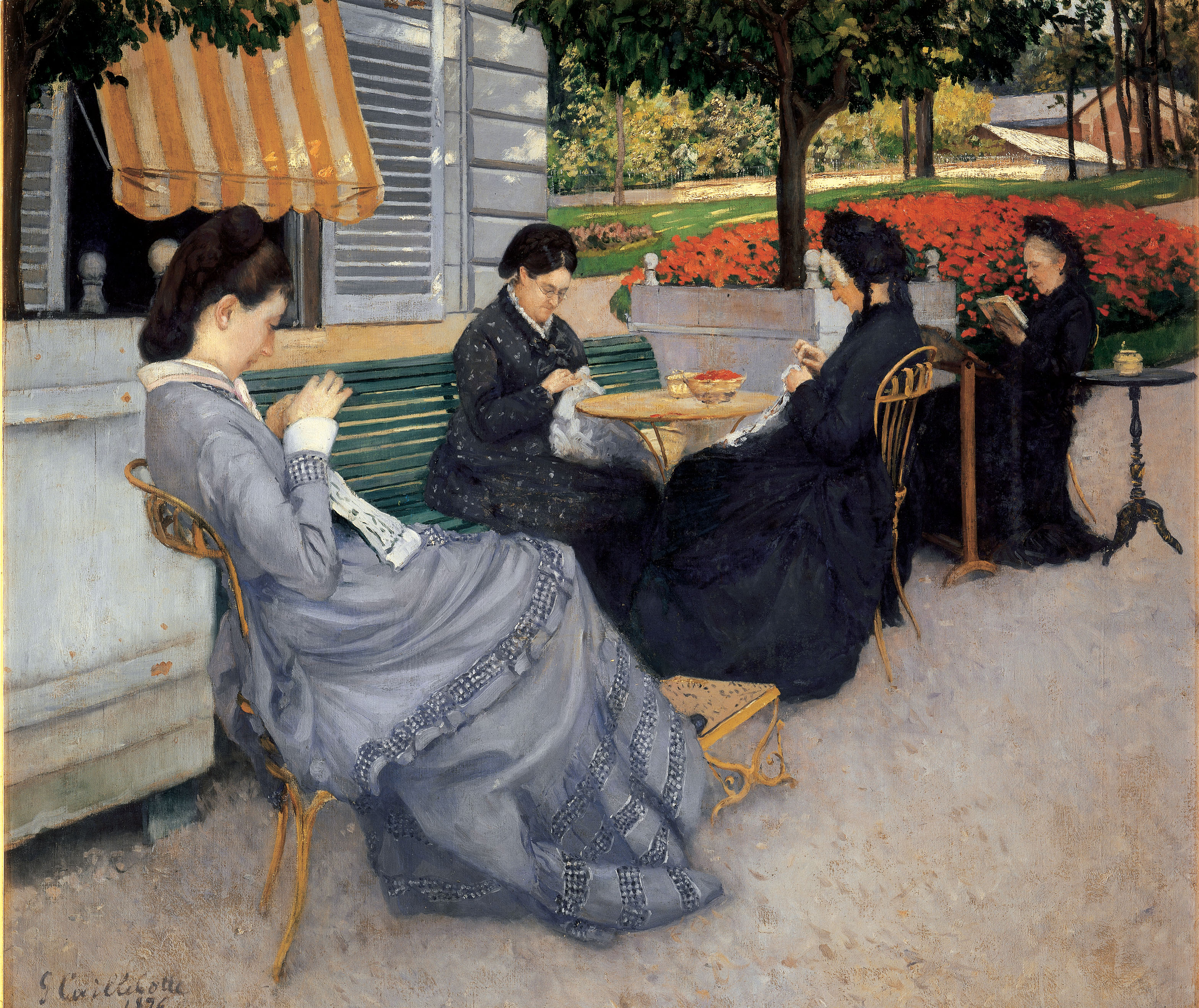
Frankrike 1876; Portraits à la campagne av Gustave Caillebotte

Marcel Prousts barndom sammanfaller med upprättandet av Tredje franska republiken. (På spaning efter den tid som flytt skildrar bland annat de breda förändringar som skedde, såsom aristokratins nedgång och medelklassens uppgång i Frankrike kring den tredje franska republiken och fin de siècle.) Marcel var mycket känslig och våren var hans svåraste årstid eftersom han led av svår pollenallergi som framkallade svåra astmaattacker. Vid nio års ålder, när han kom hem från en promenad i Bois de Boulogne med sina föräldrar drabbades han av ett kvävningsanfall, och kunde inte återfå andningen. Fadern trodde för en stund att pojken var död. I de verk Marcel Proust som vuxen kom att skapa finns tydliga spår av den traumatiska händelsen.

### Ungdomsår
Efter studier vid Lycée Condorcet, där han gick på samma föreläsningsserie som Jacques Bizet, son till kompositören Georges Bizet, och Lucien Daudet, son till författaren Alphonse Daudet, utförde han militärtjänst i Orléans, i 76:e regementet i infanteriet. När han återvänt till det civila livet gick han på École Libre des Sciences Politiques, för Albert Sorel (som bedömde sin student som "högst intelligent" vid den muntliga tentamen) och Anatole Leroy-Beaulieu; samt vid Sorbonne för Henri Bergson, som var gift med Prousts kusin, och vars tänkande kom att utöva ett avgörande inflytande på författarens verk.

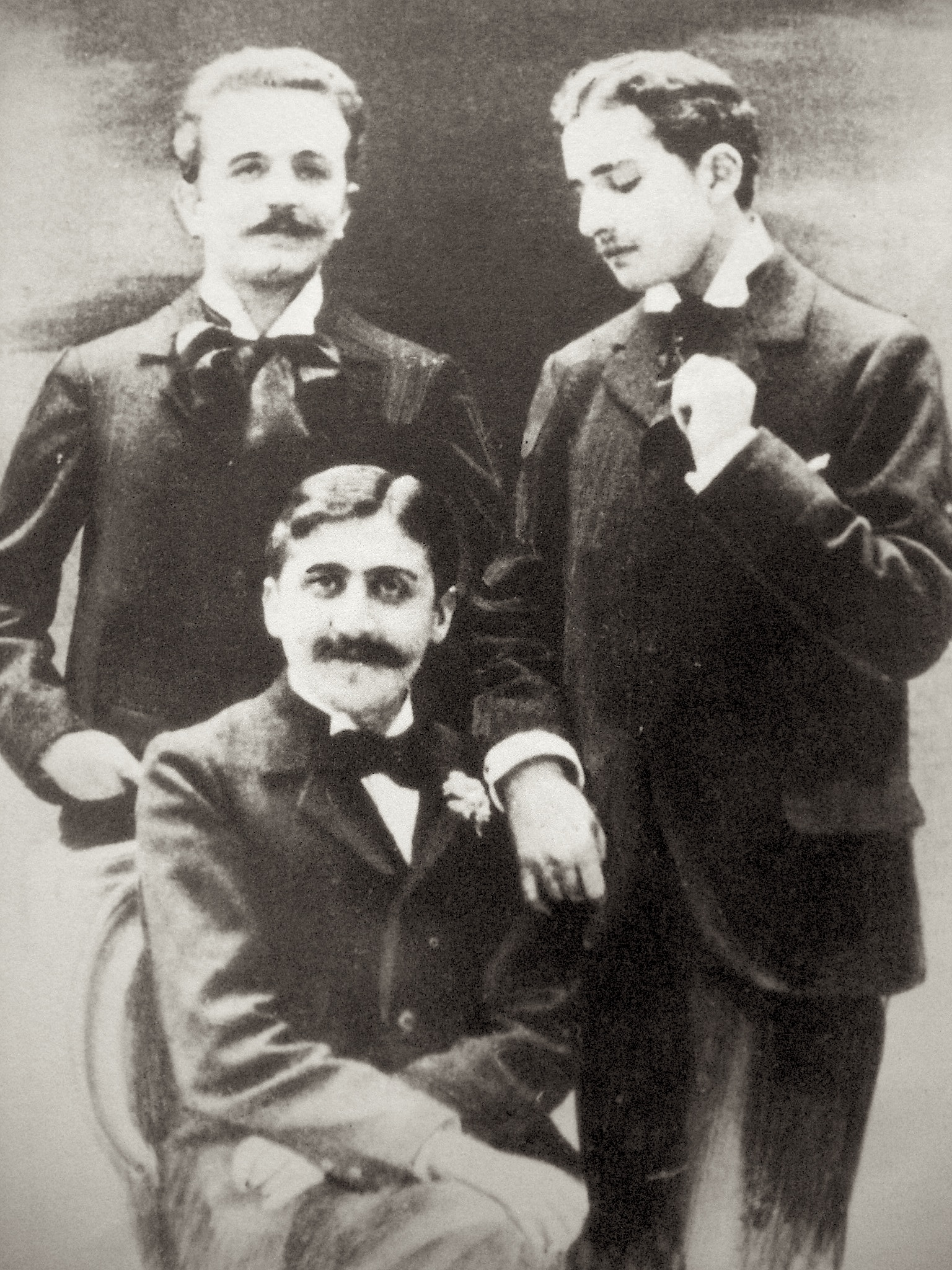
Marcel Proust (sittandes), Robert de Flers (vänster) och Lucien Daudet (höger), ca. 1894

År 1894 publicerade Proust Les Plaisirs et les Jours (Nöjena och dagarna, översättning Karin Bong), en samling prosapoem, porträtt och noveller i fin de siècle-stil, ett lovande verk. Boken, illustrerad av Madeleine Lemaire, vars salong Proust besökte med sin vän kompositören Reynaldo Hahn, passerade tämligen obemärkt och kritiken var hård – i synnerhet från skribenten Jean Lorrain, känd för sina fräna omdömen. Sedan denne även gjort anspelningar på hans homosexualitet och relation med Lucien Daudet, utmanade Proust honom på pistolduell. Två skott avlossades men ingen av duellanterna sårades. Det är känt att Proust var homosexuell via uttalanden från många av Prousts vänner och samtida, inklusive författaren André Gide. Hans romantiska förhållande med kompositören Reynaldo Hahn är väldokumenterade. Homosexualitet förekommer i På spaning efter den tid som flytt där flera huvudpersoner, både män och kvinnor, antingen är homosexuella eller bisexuella. Homosexualitet förekommer också som ett tema i Les Plaisirs et les Jours  och hans oavslutade roman Jean Santeuil. Les Plaisirs et les Jours förlänade författaren ett rykte som societetslejon och dilettant, en bild som dröjde sig kvar tills den första delen av På spaning efter den tid som flytt publicerades.

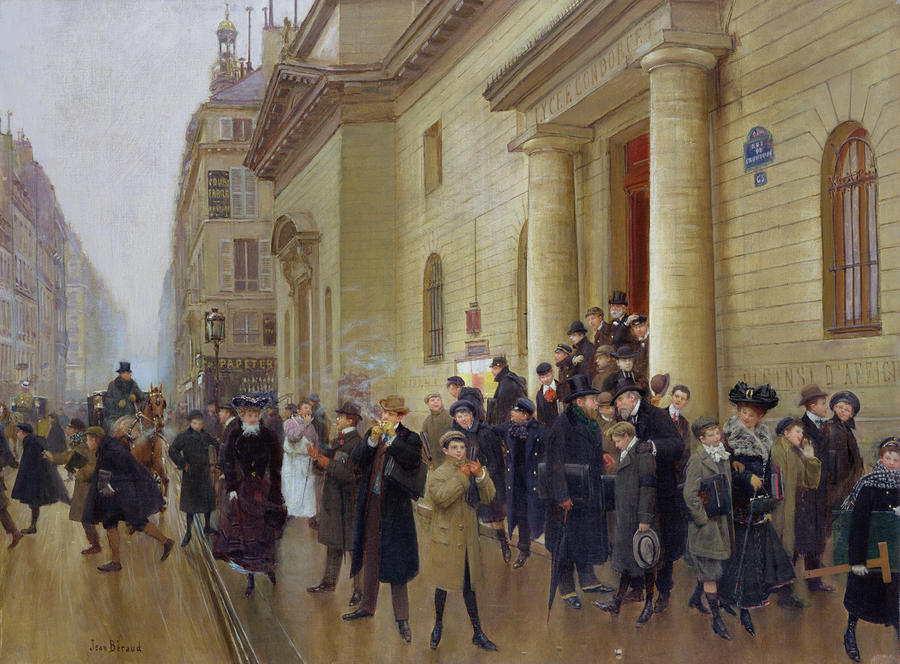
Jean Béraud, La Sortie du lycée Condorcet

### Engagemang i litteratur och politik
Familjens förmögenheter gjorde Proust i princip ekonomiskt oberoende och gav honom möjligheten att vistas i salongerna inom den borgerliga och aristokratiska miljön. Han kunde där samla material till det verk som han senare kom att bygga upp. De erfarenheter han gjorde kom senare att omformas och omstruktureraras utifrån den stora komposition han skulle beskriva som en tidens katedral.
Mot slutet av år 1895 påbörjade Proust en roman som gestaltade livet för en ung man som förälskat sig i litteraturen i Paris vid 1800-talets slut. Romanen gavs ut först 1952 med den postuma titeln Jean Santeuil, efter sin huvudperson, men är inget fullbordat verk, utan utgörs snarare av fragment utan tydligt sammanhang. Romanen övergavs men mycket av dess innehåll återkommer i På spaning efter den tid som flytt.
Proust var djupt engagerad i Dreyfusaffären och en av de första att låta en petition gå runt där man tog Dreyfus i försvar, en namnlista som bland andra Anatole France undertecknade.

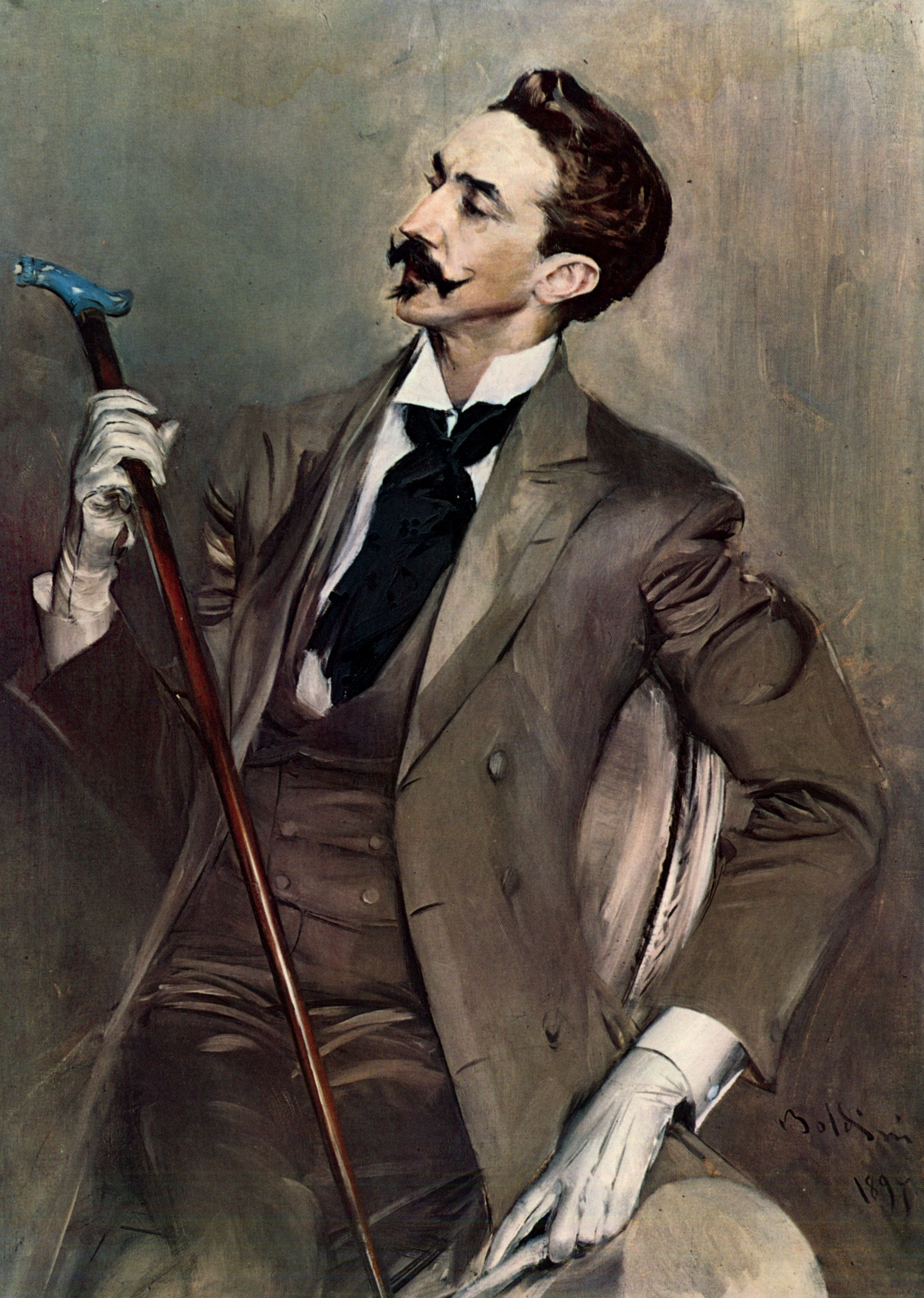
Boldini, Robert de Montesquiou

### Översättning av Ruskin

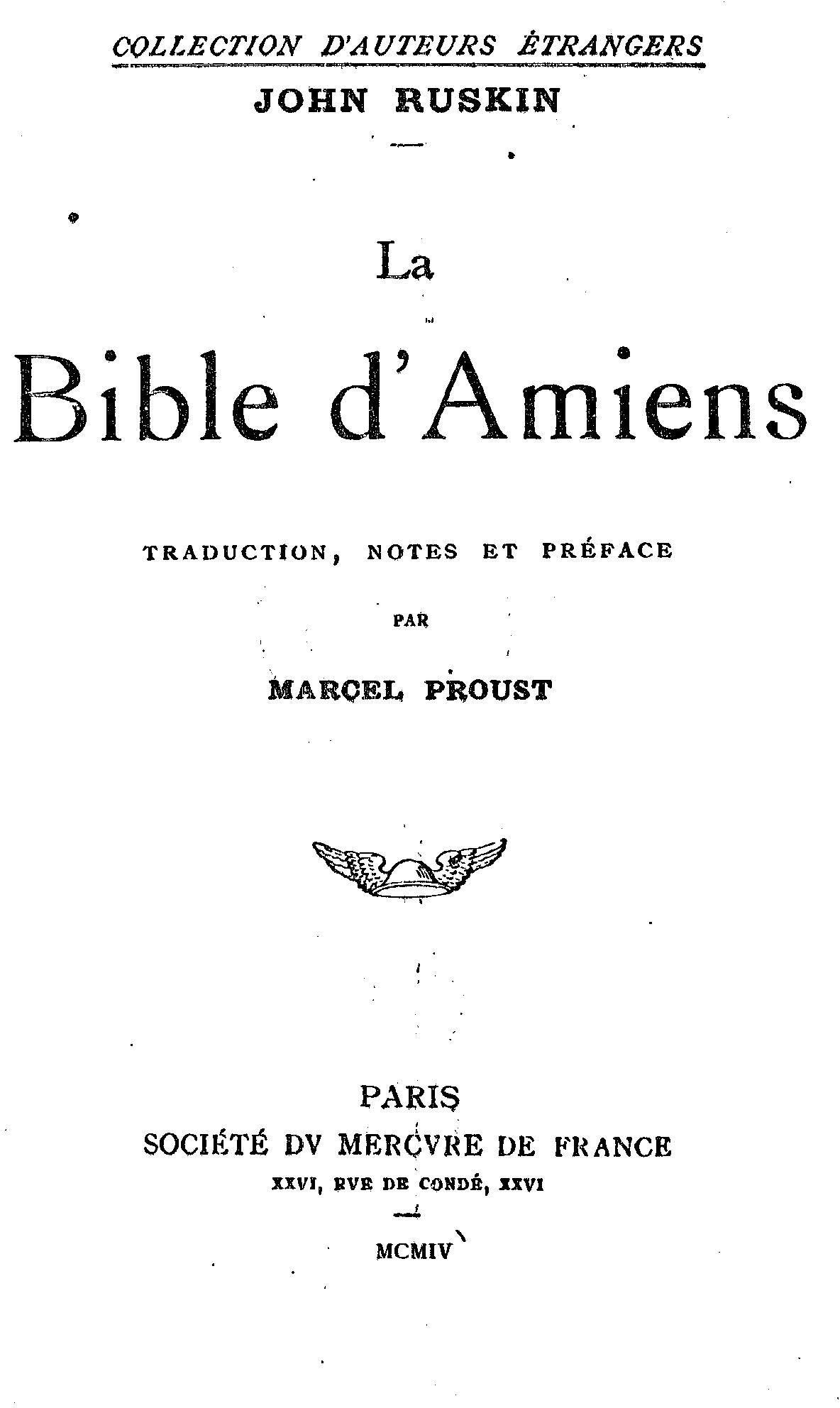

Kring 1900 övergav Proust arbetet med sin roman, som förblev handskrivna fragment, tills den, först på 1950-talet upptäcktes och gavs ut av Bernard de Fallois, under titeln Jean Santeuil. Proust började istället ägna sig åt den engelske estetiske tänkaren John Ruskin. Denne hade förbjudit att hans verk översattes under hans livstid, och Proust mötte honom främst genom artiklar och böcker som behandlade hans idéer, till exempel Robert de La Sizerannes Ruskin et la religion de la beauté ("Ruskin och skönhetens religion"). Vid Ruskins död år 1900 tog sig Proust an översättningen. Av denna anledning företog han flera "ruskinska pilgrimsfärder", till Nordfrankrike, till Amiens, och framför allt till Venedig, dit han reste tillsammans med sin mor.

## Eftermäle
Nedslagskratern Proust på planeten Merkurius är uppkallad efter honom.

## Verk översatta till svenska
- Vår vän Swann. 1, Combray, översättning av Sonja Vougt, 1930
- Vår vän Swann. 2, Swann och kärleken, översättning av Sonja Vougt, 1930
- Kärleken och döden: 3 noveller, översättning Gunnar Ekelöf, 1933 (Ur Les plaisirs et les jours)
- Humlan och orkidén: ett avsnitt ur verket På spaning efter det förflutna Översättning Erik Göransson, illustr. av Nils Möller, 1950
- Noveller, översättning Karin Bong, 1950 (Ur Les plaisirs et les jours och Mélanges et pastiches)
- På spaning efter den tid som flytt. 1, Swanns värld, översättning av Gunnel Vallquist, 1964 (Du côté de chez Swann)
- På spaning efter den tid som flytt. 2, I skuggan av unga flickor i blom, översättning av Gunnel Vallquist, 1965 (À l'ombre des jeunes filles en fleurs)
- På spaning efter den tid som flytt. 3, Kring Guermantes, översättning av Gunnel Vallquist, 1966 (Le côté de Guermantes)
- På spaning efter den tid som flytt. 4, Sodom och Gomorra, översättning av Gunnel Vallquist, 1969 (Sodome et Gomorrhe)
- På spaning efter den tid som flytt. 5, Den fångna, översättning av Gunnel Vallquist, 1973 (La prisonnière)
- På spaning efter den tid som flytt. 6, Rymmerskan, översättning av Gunnel Vallquist, 1978 (La fugitive)
- Den likgiltige (översättning Madeleine Gustafsson, Atlantis, 1980) (L'indifférent)
- På spaning efter den tid som flytt. 7, Den återfunna tiden, översättning av Gunnel Vallquist, 1982 (Le temps retrouvé)
- På spaning efter den tid som flytt. Appendix, Textkommentarer, resuméer, register, övers. från franska och anpassade till Gunnel Vallquists svenska övers. av Birgitta Melander, 1982
- Slutet på svartsjukan, översättning Tommy Larsson, 1986 (La fin de la jalousie. Ur Les plaisirs et les jours)
- Brev (i urval av Maria Hjorth, Britt Wilson Lohse, översättning Anders Bodegård, Bonnier i samarbete med Marcel Proust-sällskapet, 2008)

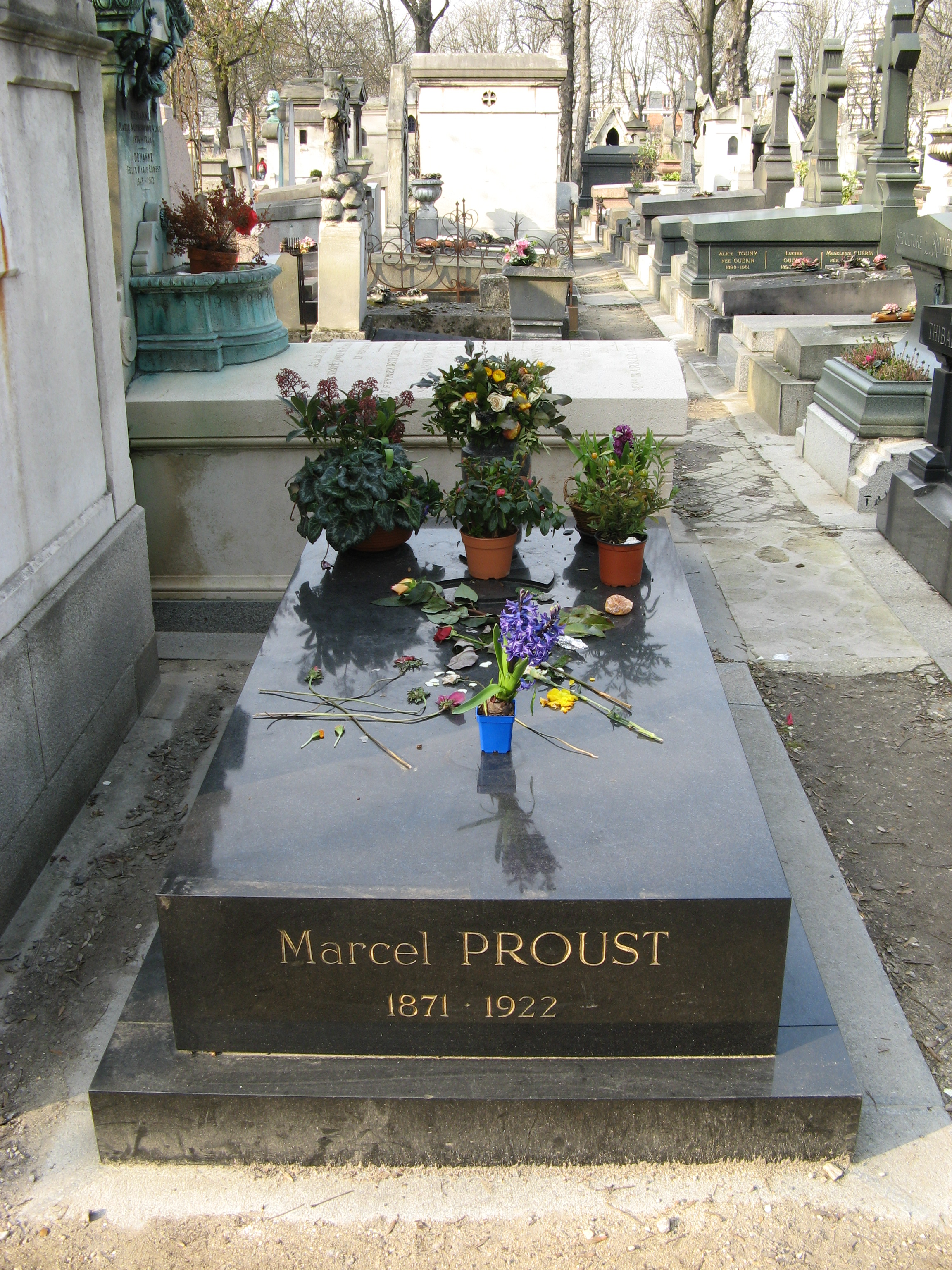
Marcel Prousts grav, Cimetière Père-Lachaise, Paris.